# Kabinett Kielsen V
Das Kabinett Kielsen V war die 23. Regierung Grönlands. Es war die Fortsetzung der vorherigen Minderheitsregierung, nachdem die Atassut das Kabinett verlassen hatte.

## Entstehung und Bestehen
Das Kabinett Kielsen IV bestand erst seit Oktober 2018 und war selbst der Rest der nach der Parlamentswahl in Grönland 2018 gebildeten Regierung vom Mai. Am 9. April 2018 verließ die Atassut die Regierung. Dem Wirtschafts- und Energieminister Aqqalu Jerimiassen war das Misstrauen der Mehrheit der Parteien ausgesprochen wurden, da er sich privat geäußert hatte, den Klimawandel für nicht menschengemacht zu halten. Siverth K. Heilmann trat zugleich aus und man verlautete von Seiten der Partei, dass die Arbeit in der Regierung für die Atassut nicht zufriedenstellend gewesen war. Am selben Tag trat auch der Fischerei-, Jagd- und Landwirtschaftsminister Nikolaj Jeremiassen der Siumut zurück, dem ebenfalls das Misstrauen des Parlaments mitgeteilt worden war.
Aus der ursprünglichen Viererkoalition des Kabinetts Kielsen III blieben nunmehr noch zwei Parteien übrig sowie die Demokraatit, die beiden Ministern zwar das Misstrauen ausgesprochen hatten, aber sich vorerst bereiterklärte, weiterhin die Minderheitsregierung zu stützen. Am 10. April 2019 stellte Premierminister Kim Kielsen zwei neue Minister als Ersatz vor, behielt aber eines der vakanten Ressorts selbst. Am 22. November 2019 trat Erik Jensen aus dem Kabinett aus. Seine Ressorts wurden auf die anderen Minister umverteilt.
Am 29. Mai 2020 wurde das Kabinett durch das Kabinett Kielsen VI abgelöst, indem die Demokraatit ihre Rolle als Stützpartei aufgaben und Teil der Regierung wurden.

## Kabinett
| Minister                              | Ministerium                                                    | Anmerkung                                    |
| ------------------------------------- | -------------------------------------------------------------- | -------------------------------------------- |
| Kim Kielsen (Siumut)                  | Premierminister und Natur, Umwelt und Forschung                | bis zum 10. April 2019 (interim)             |
| Kim Kielsen (Siumut)                  | Premierminister und Natur und Umwelt                           | ab dem 10. April 2019                        |
| Martha Abelsen (Siumut)               | Gesundheit, Soziales und Justiz                                |                                              |
| Ane Lone Bagger (Siumut)              | Bildung, Kultur, Kirche und Äußeres                            |                                              |
| Karl Frederik Danielsen (Siumut)      | Wohnungswesen, Infrastruktur, Wirtschaft und Energie           | bis zum 10. April 2019 (interim)             |
| Karl Frederik Danielsen (Siumut)      | Wohnungswesen und Infrastruktur                                | ab dem 10. April 2019                        |
| Jens Immanuelsen (Siumut)             | Fischerei, Jagd und Landwirtschaft                             | ab dem 10. April 2019                        |
| Erik Jensen (Siumut)                  | Rohstoffe und Arbeitsmarkt, Fischerei, Jagd und Landwirtschaft | bis zum 10. April 2019 (interim)             |
| Erik Jensen (Siumut)                  | Rohstoffe und Arbeitsmarkt                                     | vom 10. April 2019 bis zum 22. November 2019 |
| Vittus Qujaukitsoq (Nunatta Qitornai) | Finanzen und Nordische Zusammenarbeit                          | bis zum 22. November 2019                    |
| Vittus Qujaukitsoq (Nunatta Qitornai) | Finanzen und Rohstoffe                                         | ab dem 22. November 2019                     |
| Jess Svane (Siumut)                   | Erwerb, Energie und Forschung                                  | vom 10. April 2019 bis zum 22. November 2019 |
| Jess Svane (Siumut)                   | Erwerb, Energie, Forschung und Arbeitsmarkt                    | ab dem 22. November 2019                     |